# Витасек, Иоганна
Иоганна Витасек (нем. Johanna Witasek, 1865—1910) — австрийская учёная-ботаник, ученица Рихарда Веттштейна.

## Биография
Родилась в Вене 13 августа 1865 года. Некоторое время преподавала в различных школах Вены, с 1891 года работала в городской школе для девочек.
В 1899 году Иоганна Витасек начала изучать ботанику в Венском музее естественной истории под руководством Рихарда Веттштейна. Переработала систематику рода Каллиантемум.
Несколько публикаций И. Витасек посвящены роду Колокольчик. Известно, что она использовала биноминальную номенклатуру для названий подвидов.
В 1908 году Иоганна написала монографию семейства Паслёновые по результатам исследования образцов, привезённых Веттштейном из экспедиции в Бразилию. В 1910 году напечатала ещё одну монографию по паслёновым — по образцам, привезённым из Ост-Индии Карлом Рехингером в 1905 году.
Умерла Иоганна Витасек в Вене 5 июля 1910 года.

## Некоторые научные работы
- Witasek, J. Ein Beitrag zur Kenntnis der Gattung Campanula (неопр.) // Abhandl. K.K. Zool.-Botan. Gesellschaft Wien. — 1902. — Т. 1, № 3. — С. 1—106.

## Некоторые виды растений, названные в честь И. Витасек
- Calceolaria witasekiana Kraenzl., 1907 [= Calceolaria atahualpae Kraenzl., 1907]
- Campanula witasekiana Vierh., 1906